# 스푸마토

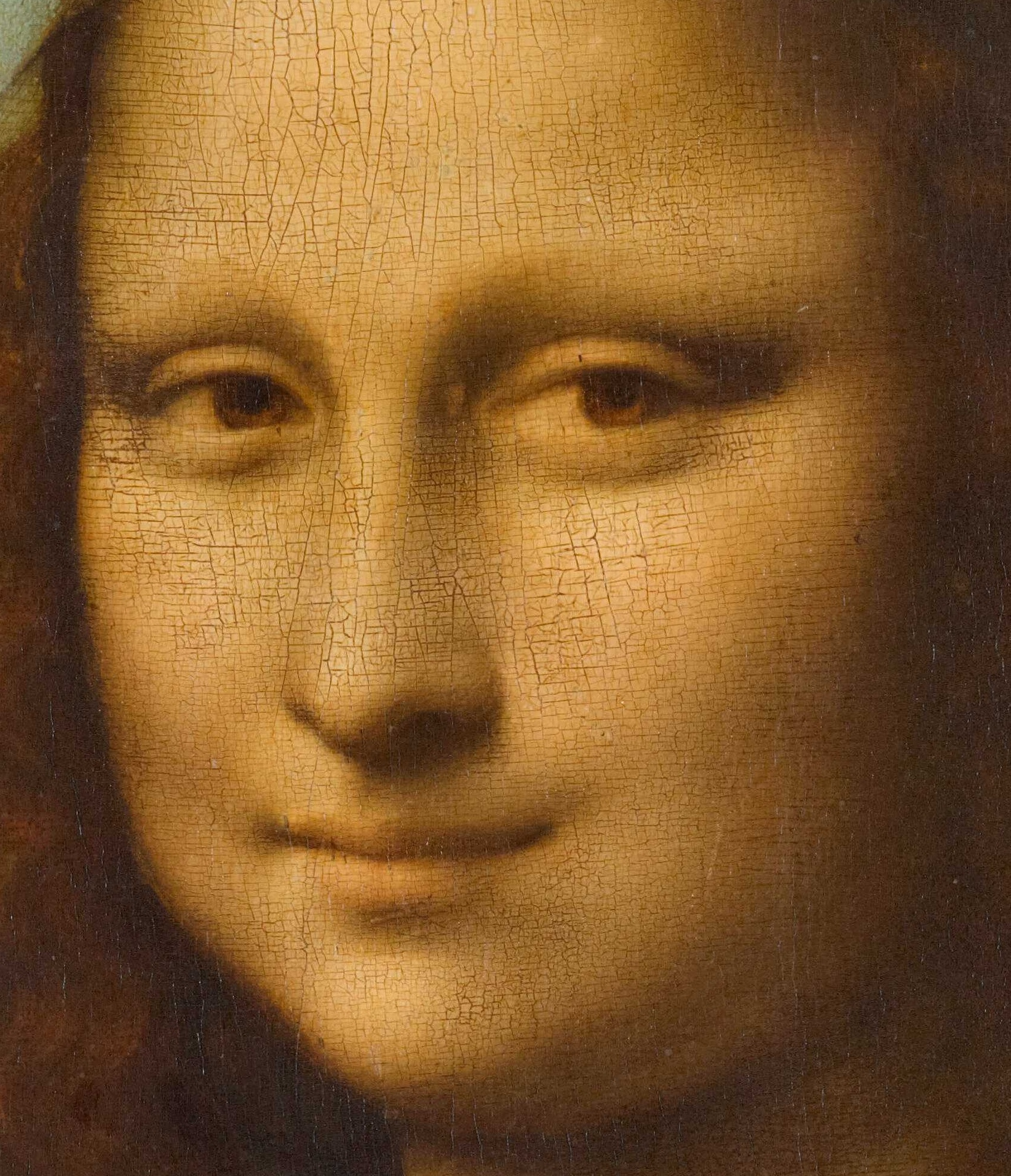
《모나리자》의 얼굴 세부 모습으로, 특히 눈 주변의 음영 처리에서 스푸마토 기법의 사용이 잘 드러난다.

스푸마토(이탈리아어: Sfumato; '연기처럼 흐린', 즉 '흐릿한')는 색상 간의 전환을 부드럽게 하여 인간의 눈이 초점을 맞추는 영역 너머나 초점이 맞지 않는 면을 모방하는 회화 기법이다. 르네상스 시대의 정통 회화 기법 중 하나이다. 레오나르도 다 빈치는 광학과 인간 시각에 대한 연구, 카메라 옵스쿠라 실험을 바탕으로 스푸마토를 가장 두드러지게 실천한 화가였다. 그는 이 기법을 도입하여 《바위산의 성모》와 유명한 그의 작품 《모나리자》를 포함한 많은 작품에서 구현했다. 그는 스푸마토를 "선이나 경계 없이 연기처럼 표현하는 방식"이라고 설명했다.
미술사학자 마르치아 B. 홀의 이론에 따르면, 상당한 지지를 얻은 이 이론은 스푸마토가 이탈리아 전성기 르네상스 화가들이 사용할 수 있었던 네 가지 채색 기법 중 하나로, 칸지안테, 키아로스쿠로, 우니오네와 함께 언급된다.

## 기법
이 기법은 더욱 사실적인 이미지를 만들어내기 위해 색상과 톤 사이의 부드러운 전환을 만들어내는 정교한 음영법이다. 주로 밝은 영역에서 어두운 영역으로 선이나 경계 없이 미묘한 단계적 변화를 만드는 데 사용된다. 이 기법은 인물의 얼굴을 포착하기 어려우면서도 환영적으로 표현하는 데 사용될 뿐만 아니라, 풍부한 대기 효과를 만들어내는 데도 사용되었다. 레오나르도 다 빈치는 이 기법을 "선이나 경계의 사용 없이 연기처럼" 색을 혼합하는 방식이라고 설명했다.

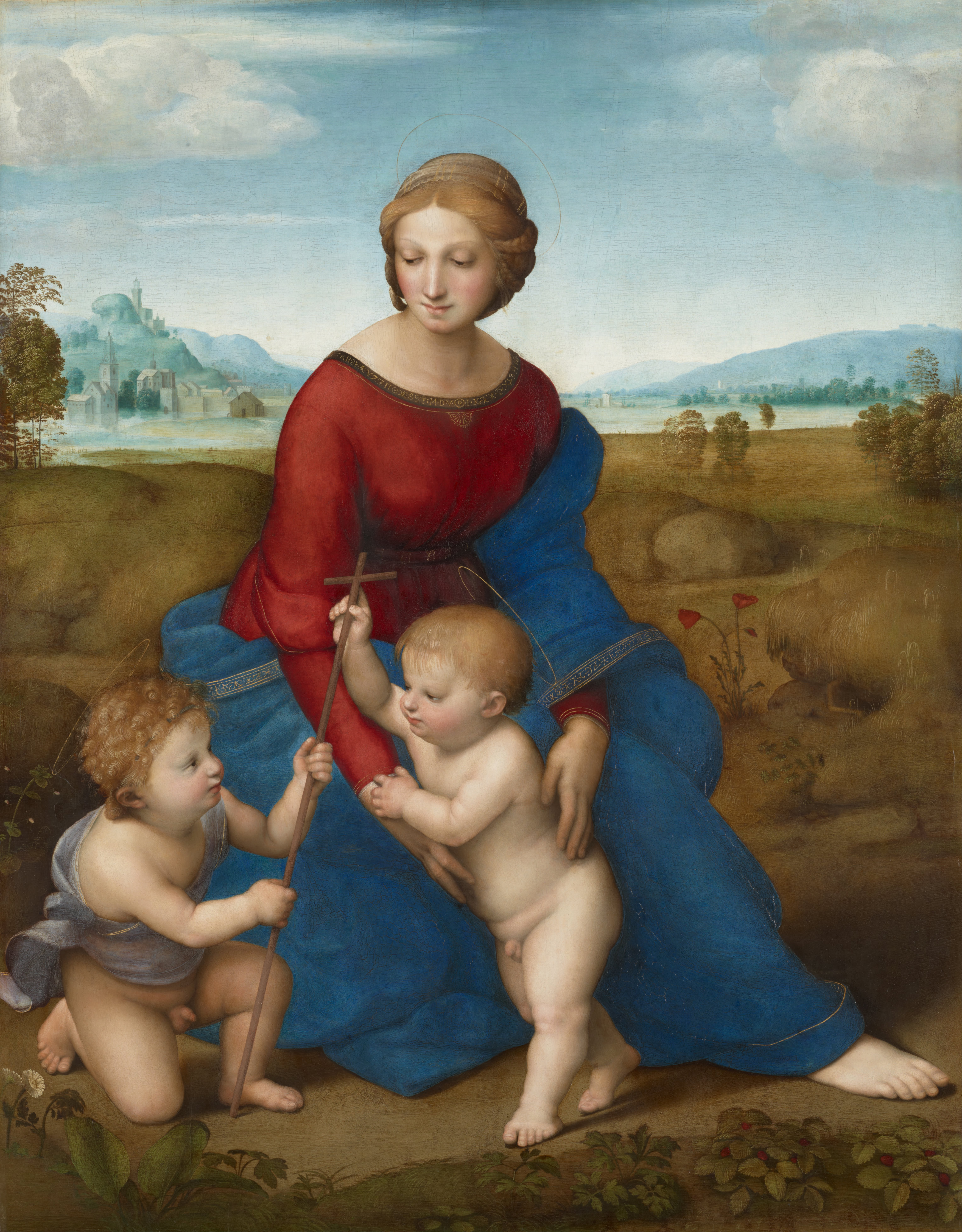
《초원의 성모》(라파엘로)

## 실천가
레오나르도와 그의 추종자들인 레오나르데스키를 제외하고도, 이 기법을 자주 사용한 다른 주요 실천가들로는 코레조, 라파엘로, 조르조네가 있다. 라파엘로의 《초원의 성모》는 특히 성모 마리아의 얼굴 주변에서 볼 수 있는 유명한 예시이다. 레오나르데스키에는 베르나르디노 루이니와 푸니시 등이 있다. 조르조네의 《세 철학자》는 스푸마토를 사용했다고 알려져 있다.